# 大原あかね
大原 あかね（おおはら あかね、1967年9月19日 - ）は、日本の実業家。倉敷紡績創業家大原家10代目で、大原美術館代表理事や、くらしき作陽大学特任教授、岡山大学監事、萩原工業取締役などを務める。

## 人物・経歴
東京都生まれ。京都府京都市育ち。倉敷紡績創業家大原家10代目。大原謙一郎は父。祖父に大原総一郎、曽祖父に大原孫三郎や野津鎮之助、曾祖母に大原寿恵子や野津ヒロ子、高祖父に大原孝四郎など。
1991年一橋大学経済学部（理論経済学専攻）卒業、MTBインベストメント テクノロジー研究所（のちの三菱UFJトラスト投資工学研究所）入所。働きながら大学院に通い、1993年に青山学院大学大学院国際政治経済学研究科修了。
結婚後1994年に退職し、2000年大原美術館理事に就任し、経理を担当。2007年大原奨農会監事。2010年有隣会理事。2011年大原美術館専務理事。2013年大原記念倉敷中央医療機構評議員。
2016年若竹の園理事長。同年から第5代大原美術館理事長（現在は代表理事）を務め、90周年事業として旧中国銀行倉敷本町出張所の新児島館へのリニューアルにあたるなどした。2017年倉敷市教育委員会委員。2018年倉敷考古館理事、倉敷民藝館理事、倉敷市文化振興財団理事、岡山経済同友会理事。
2019年萩原工業取締役、ノートルダム清心学園理事、有隣会代表理事。2020年岡山大学監事。2021年倉敷考古館理事長。2022年倉敷商工会議所副会頭。くらしき作陽大学特任教授（地域貢献実践）、岡山経済同友会幹事、熱中小学校客員教諭、RSK山陽放送番組審議会委員等も務めた。2023年、文化庁長官表彰。